# Mancasellus macrourus
Mancasellus macrourus là một loài chân đều trong họ Asellidae. Loài này được Garman miêu tả khoa học năm 1890.